# Germán VIII de Baden-Pforzheim
No hay que confundirlo con su primo carnal Germán VIII, margrave de Baden-Baden, hijo del margrave Hesso y su primera esposa, Clara.
Germán VIII, margrave de Baden-Pforzheim (m. en 1300) fue uno de los hijos del margrave Germán VII de Baden-Baden y su esposa Inés de Truhendingen. Desde 1291 hasta su muerte, gobernó Baden-Pforzheim, la parte meridional del Margraviato de Baden, que heredó de su padre, junto con su hermano Rodolfo IV. No se casó ni tuvo hijos que lo sucedieran.